# Eigg-Lava-Formation
Die Eigg-Lava-Formation ist eine geologische Formation vulkanischen Ursprungs, die vor allem auf der schottischen Insel Eigg aufgeschlossen ist. Die rund 400 Meter mächtige Formation wurde während des Paläozäns im Thanetium abgelagert.

## Etymologie
Die Eigg-Lava-Formation ist nach ihrem Hauptvorkommen auf Eigg benannt. Der Name der Insel Eigg leitet sich vom Schottisch-Gälischen eige ab, dem Genitiv von eag mit der Bedeutung „Kerbe, Scharte, Einfurchung“. Gemeint ist hiermit die ausgeprägte Niederung, die durch die Mitte der Insel Eigg in Richtung Südosten verläuft.

## Geschichtliches
Die Geologie von Eigg ist schon seit dem ausgehenden 17. Jahrhundert bekannt. Eine geologische Erstbeschreibung der Insel wurde von Martin Martin verfasst und stammt aus dem Jahr 1695. Die stratigraphische Abfolge in den Basaltkliffs an der Ostküste wurden erstmals im Jahr 1800 von Robert Jameson beschrieben, jedoch hatte er sie irrtümlich noch in den Jura gestellt. Dieses falsche Alter wurde erneut 1833 von William Nicol bestätigt. Im Jahr 1844 folgte sodann die Arbeit von James Nicol. Im Jahr 1867 schlug Archibald Geikie ein korrektes tertiäres Alter für die Vulkanite der British Paleogene Igneous Province (BPIP) insgesamt vor. Eine weitere wichtige Arbeit erschien 1908 unter Alfred Harker. Harker misinterpretierte jedoch die Eigg-Lava-Formation als vorrangig doleritische Lagergänge und sah nur in den weicheren, blasenreichen Partien tatsächlich auch Laven. Geochemische Untersuchungen wurden 1971 und 1973 von William Ian Ridley vorgenommen. Er bestätigte den intermediären Charakter der Laven. Eine ebenfalls geochemische Studie von S. R. Carter und Kollegen aus dem Jahr 1978 erkannte eine bedeutende Kontamination der Laven durch Grundgebirge aus Gneisen des Lewisians.

## Geographie

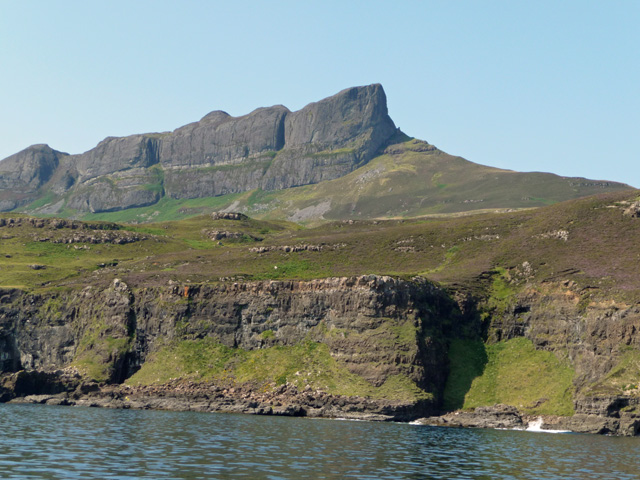
Blick von Südosten über das Küstenkliff aus der Eigg-Lava-Formation hoch zum An Sgùrr mit der Sgurr-of-Eigg-Pitchstone-Formation

Das Vorkommen der Eigg-Lava-Formation (Englisch  Eigg Lava Formation) verteilt sich auf der Insel Eigg auf zwei Schwerpunkte: einmal im Norden östlich von Cleadale und entlang der Ostküste, sowie im Südwesten um den 393 Meter hohen An Sgùrr. Darüber hinaus erscheint die Formation auch auf der Insel Muck 5 Kilometer weiter im Südwesten. Sie setzt sich untermeerisch weiter fort und reicht in etwa noch 10 Kilometer südsüdwestlich von Muck. Selbst im Südosten von Rùm 7 Kilometer im Nordwesten wird sie in Verwerfungstreppen angetroffen.
Die basaltischen Laven erreichen ihren höchsten Punkt mit 344 Meter etwas östlich vom Loch nam Ban Mora im Südwesten der Insel. Die Nordwestküste weist 76 Meter hohe Basaltkliffs auf. Kliffs erscheinen auch entlang der Westküste und an der südlichen Ostküste. Der Nordteil von Eigg besteht aus einem langgezogenen basaltischen Höhenrücken, der am Nordende beim Beinn Buidhe auf 334 Meter kulminiert. Der Höhenrücken fällt allmählich nach Süden ab, wird aber auf allen drei Seiten von Steilabbrüchen mit darunterliegenden Bergstürzen und Schutthängen begleitet.

## Ökologie
Im relativ flachen Zentralteil von Eigg ist Heidebewuchs mit dichtem Farnbestand vorherrschend. Hier finden sich auch stellenweise Torfmoore, wie beispielsweise bei Blar Dubh und Blar Mar. Die Hochlagen im Südwesten von Eigg am An Sgùrr inklusive des Grates aus hartem Pechstein bis hin nach Beannan Breaca sind praktisch vegetationsfrei.
Die Position der namensverleihenden, flachen Einsattelung geht sehr wahrscheinlich auf die sehr unterschiedliche Ausbildung der Lavaströme im Norden und im Südwesten von Eigg zurück. Dasselbe Gebiet wird außerdem neben Basaltgängen von zahlreichen Südost-streichenden Verwerfungen durchzogen, die ihrerseits einen starken Einfluss auf die Topographie hatten.

## Geologie
Die Eigg-Lava-Formation legt sich diskordant auf die Strathaird-Limestone-Formation der Oberkreide und auf die mitteljurassische Great Estuarine Group. Durch die Härte ihrer Laven schützt sie das unterlagernde Mesozoikum vor weiterer Abtragung. Die vulkanische Abfolge ist etwa 400 Meter mächtig und fällt sanft (mit 5 bis 10°) nach Südwesten bis Süden ein. Das Liegende wird im Norden und Nordosten von gewöhnlich nur wenige Zentimeter dicken Tuffen gebildet. Im Hangenden kann sie im Südwesten von der Sgurr-of-Eigg-Pitchstone-Formation diskordant überdeckt werden.
Die Eigg-Lava-Formation unterscheidet sich nur sehr wenig von den basaltischen Laven auf Skye (Skye Lava Group) – von den Basaltlaven auf Mull (Mull Lava Group) oft nur im Detail. Große Ähnlichkeiten bestehen auch zu den Laven auf Canna (Canna Lava Formation), letztere weisen jedoch höhere Gehalte an normativem Nephelin auf.

### Stratigraphie

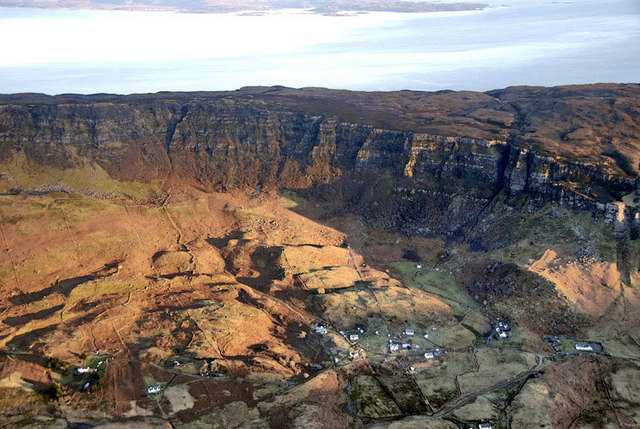
Blick nach Osten über Cleadale auf die Steilwand des Nördlichen Bereichs der Eigg-Lava-Formation mit der gesamten Cleadale Group

Die Unterscheidung in zwei hauptsächliche Vorkommensbereiche der Eigg-Lava-Formation spiegelt sich auch in ihrer Stratigraphie wider. So unterscheidet E. A. Allwright (1980) einen nördlichen Bereich von einem zentralen südlichen bis südwestlichen Bereich. Er unterteilt die beiden Bereiche, die sich so gut wie nicht miteinander korrelieren lassen, in folgende Gruppen (jeweils vom Hangenden zum Liegenden):
Nördlicher Bereich mit
- Upper Cleadale Group – 70 Meter
- Middle Cleadale Group – 130 Meter
- Lower Cleadale Group – 50 Meter
- Basal Group – zirka 40 Meter.

Zentraler Bereich mit
- Cora-bheinn Group – 65 Meter
- Cnoc Creagach Group – 85 Meter
- Brutach Dearg Group – 85 Meter
- Glac an Dorchadais Group – 105 Meter
- Gleann Charadail Group – 70 Meter
- Laig Group – 20 Meter.

Der zentrale Bereich erreicht aufsummiert eine maximale Mächtigkeit von 430 Meter, der nördliche Bereich aber nur 290 Meter.
Sämtliche Gruppen können jeweils durch einen Markierungshorizont an der Basis festgelegt werden.
Vorauszuschicken ist, dass der stratigraphische Aufbau der Eigg-Lava-Formation neben dieser Zweiteilung generell sehr komplex ist, da die Lavaflüsse der einzelnen Gruppen oft nicht sehr weit aushalten und meist nur sehr schlecht korrelierbar sind (die einzige, sehr weit durchgehende Korrelationseinheit ist der so genannte Grey Rock – ein Mugearit im Liegenden der Lower Cleadale Group). Hinzukommen bemerkbare Mächtigkeitsschwankungen und unterschiedliche Fließrichtungen. Dies deutet auf eine Vielzahl individueller Ausflusszentren hin.

#### Nördlicher Bereich

##### Upper Cleadale Group
Die 70 Meter mächtige Upper Cleadale Group ist nur auf den Höhenlagen um den Beinn Buidhe und den An Cruchan (oberhalb von 270 Höhenmetern) zu finden. Die fünf erhaltenen Basaltströme enthalten Olivin-Phänokristalle, die unteren beiden zusätzlich Klinopyroxen. Alle Basaltströme der Upper Cleadale Group zeigen bereits sehr starke Alterationserscheinungen.

##### Middle Cleadale Group
Die zirka 130 Meter mächtige Middle Cleadale Group baut sich vorwiegend aus olivinhaltigen Basaltflüssen auf. Die Abfolge beginnt mit einem sehr blasenreichen Basalt, gefolgt von einem blasenreichen, jedoch aphyrischen Basalt. Die folgenden 5 Basaltflüsse führen alle Olivin-Phänokristalle. Markierungshorizont des Liegenden ist jedoch ein auffallender Olivin-Plagioklas-Basaltstrom.

##### Lower Cleadale Group
Die Lower Cleadale Group wird bis zu 50 Meter mächtig. Sie baut sich aus mehreren Basaltströmen recht unterschiedlicher Geochemie auf. Ihre Basis wird durch den bis zu 30 Meter mächtigen, mugearitischen Grey Rock markiert, der sich aber nach Norden drastisch auf 10 Meter reduziert. Darüber folgen ein Hawaiitfluss und schließlich ein olivin-plagioklashaltiger Basaltstrom.

##### Basal Group

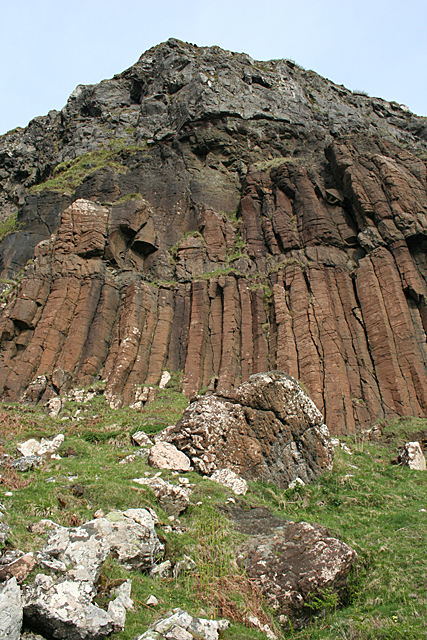
Säulenabsonderung im unteren Basaltfluss der Basal Group an der Ostküste

Die 40 Meter mächtige Basal Group ist äquivalent zur Laig Group im Südwesten. Sie liegt dem Mesozoikum (Mittlerer Jura) diskordant auf. Die Gruppe beginnt mit einer Tufflage und endet mit Einsetzen des Grey Rocks der Lower Cleadale Group. Alle extrudierten Laven sind basaltisch. Bei Dunan Thalasgair liegen drei Basaltflüsse übereinander – ein aphyrischer gefolgt von einem olivinhaltigen und einem plagioklashaltigen Fluss. Der olivinhaltige Fluss wird von einem 40 Zentimeter dicken, tuffhaltigen Tonstein abgedeckt – was zusammen mit dem Tuff an der Basis auf explosive Tätigkeiten schließen lässt. Die Serie endet mit einem brekziierten Fluss, der das Stirnende eines Lavastroms markieren dürfte. An der Ostküste sind nur zwei Lavaflüsse ausgebildet. Der untere zeigt Säulenabsonderung mit Rotfärbung an seiner Oberfläche, der obere ist grob geklüftet und endet mit einer Rotschicht.

#### Zentraler Bereich

##### Cora-bheinn Group
Die maximal 65 Meter mächtige Cora-bheinn Group bildet das Hangende im Zentralen Bereich und tritt nur in den Hochlagen im Südwesten Eiggs auf (beispielsweise unterhalb der Gipfel Cora-bheinn oder An Sgùrr). Markierungshorizont ist ein Basaltstrom mit Phänokristallen von Plagioklas, Olivin und Klinopyroxen. Dieser Basaltstrom ist am An Sgùrr immerhin 50 Meter mächtig, dünnt aber bis zum Cora-bheinn bis auf 10 Meter aus. Dies bedeutet, dass die Quelle des Stroms im Süden lag oder dass eine topographische Depression vorhanden war. Die restlichen Basaltströme des weiteren Hangenden der Gruppe sind nur noch sehr schlecht untereinander korrelierbar. Die Korrelationsschwierigkeiten lassen mehrere, örtliche Eruptionszentren vermuten, die aber durch nichts zu belegen sind. Die jüngsten Basaltflüsse finden sich unterhalb des Pechsteins am Cora-bheinn und sind abwechselnd aphyrisch oder olivinhaltig. Die Bsaltflüsse unterhalb des An Sgùrrs enthalten Feldspat-Phänokristalle.

##### Cnoc Creagach Group
Die 85 Meter mächtige Cnoc Creagach Group erscheint ebenfalls auf den Höhenlagen im Südwesten der Insel. Die Gruppe besteht vorwiegend aus olivinhaltigen Basaltflüssen, enthält aber im Gelände keinen brauchbaren Markierungshorizont. Petrologisch kann aber sehr wohl ein feinkörniger Basalt mit kleinen Plagioklas-Olivin-Phänokristallen als eindeutiger Marker verwendet werden. Die Gruppe ist seitwärts extrem variabel und daher ebenfalls sehr schlecht korrelierbar. Auch sie dürfte kleinere, multiple Eruptionszentren besessen haben. Stratigraphisch am höchsten liegen Mugearitflüsse unterhalb der Pechsteindiskordanz des An Sgùrrs und unterhalb der Cora-bheinn Group um Cora-bheinn. Eine Besonderheit ist die Intrusion des Gruilin-Felsits unterhalb der Cora-bheinn Group im Süden. Der Felsit (ein Quarzmikrosyenit) ist jünger als die basaltischen Ganggesteine, die er durchschneidet.

##### Brutach Dearg Group
Die Brutach Dearg Group wird ebenfalls 85 Meter mächtig. Sie steht im Zentralteil der Insel an und nimmt Höhenlagen zwischen 150 und 250 Meter ein. Die Gruppe dünnt stark nach Nordwesten aus. Ihr basaler Markierungshorizont ist ein leicht erkennbarer, feinkörniger Basalt mit Olivin-Phänokristallen. Darüber legen sich bis zu vier weitere Basaltströme, die wesentlich kontinuierlicher und somit korrelierbarer sind als die obersten beiden Gruppen.

##### Glac an Dorchadais Group
Die mit 105 Meter recht mächtige Glac an Dorchadais Group tritt nur nördlich von Sandavore auf. Im Gegensatz zur aufliegenden Brutach Dearg Group erlangt sie ihre maximale Mächtigkeit im Nordwesten bei Gleann Charadail. Der 10 bis 15 Meter mächtige basale Markierungshorizont besteht aus einem Basalt, der sehr reich an Olivin-Phänokristallen ist und sich auch im Dünnschliff sehr gut erkennen lässt. Der Marker kann örtlich von einem roten, tuffhaltigen Tonstein unterlagert werden. Über dem Marker folgen dann im Süden bei Brutach Dearg mehrere olivin- und olivin-klinopyroxenhaltige Basaltströme mit einem aphyrischen Basalt im Hangenden. Es können bis zu 8 Basaltflüsse ausgeschieden werden – mehrheitlich olivinhaltige Basalte. Wie auch bei den auflagernden Gruppen manifestieren sich Unterschiede zwischen den Basaltflüssen im Norden und Süden der Gruppe und verweisen somit auf mindestens zwei unterschiedliche Quellregionen.

##### Gleann Charadail Group
Die 70 Meter mächtige Gleann Charadail Group (mit einem Mächtigkeitsrückgang auf 55 Meter in Richtung Norden) erscheint in den Tieflagen bei Poll Duchail bis Bealag Clith. Ihr basaler Markierungshorizont ist auch hier der mugearitische Grey Rock. Auf den Grey Rock folgen drei oder vier Basaltströme mit einer Varietät von Phänokristallen. Der unterste Strom kann auch als Hawaiit ausgebildet sein. Der oberste Basaltstrom ist überall gleichförmig und zeigt die Phänokristalle Plagioklas, Olivin und Klinopyroxen.

##### Laig Group
Die basale Laig Group wird nur 20 Meter mächtig und steht in der Laig Gorge 600 Meter östlich der Laig Farm an. Sie liegt hier diskordant Sedimenten der Oberkreide auf. Der erste Basaltfluss mit Phänokristallen aus Plagioklas, Olivin und Klinopyroxen sticht durch seine säulige Absonderung ins Auge. Der erste und der folgende aphyrische Basaltfluss werden von roten Tonsteinhorizonten abgedeckt. Der Basaltfluss des Hangenden weiter westwärts bei Laig Farm kann als Phänokristalle Olivin und Klinopyroxen enthalten.

### Intrusiva
Nach Beendigung der Laventätigkeit wurde die Formation von Doleriten, basaltischen Gängen und untergeordnet auch Lagergängen intrudiert.  Auch felsische (saure) Intrusiva sind vorhanden.

#### Dolerite
Es sind zwei Doleritintrusionen bekannt. Eine kleinere Intrusion baut einen Nordnordwest-Südsüdost-streichenden Hügel 600 Meter ostsüdöstlich der Post auf. Ein hier anstehender feinkörniger Basaltfluss und auch ein Mugearit wurden jedoch nicht verändert. Der Doleritstotzen wird seinerseits von einem dünnen, flachliegenden, feinkörnigen Basaltlagergang durchschlagen. Der bedeutende Felsabbruch Gualainn na Sgurra wird von einer 120 Meter langen, ebenfalls Nordnordwest-Südsüdost-streichenden Doleritintrusion aufgebaut. Auch hier hat der grob-ophitische Olivindolerit die anstehenden olivinhaltigen Basalte nicht verändert. Ferner treten 5 Meter dicke Doleritgänge auf, beispielsweise am Südende bei der Insel Eilean Chathastail und bei Kildonnan.

#### Basaltgänge
Die Basaltgänge streichen mehrheitlich in Südostrichtung, untergeordnet jedoch auch nach Nordnordost, Ostnordost und Südsüdost. Sie sind wahrscheinlich älter als die Sgurr-of-Eigg-Pitchstone-Formation, dennoch dringt ein vereinzelter Gang auch in den Pechstein ein. Die Gänge intrudieren sowohl die jurassischen Sedimente als auch die paläozäne Eigg-Lava-Formation. Am zahlreichsten sind sie im südlichen und zentralen Teil der Insel sowie an der Laig Bay, werden aber in Richtung Nordspitze immer seltener. Meistens beträgt ihre Dicke nicht mehr als 2 Meter. 

#### Lagergänge

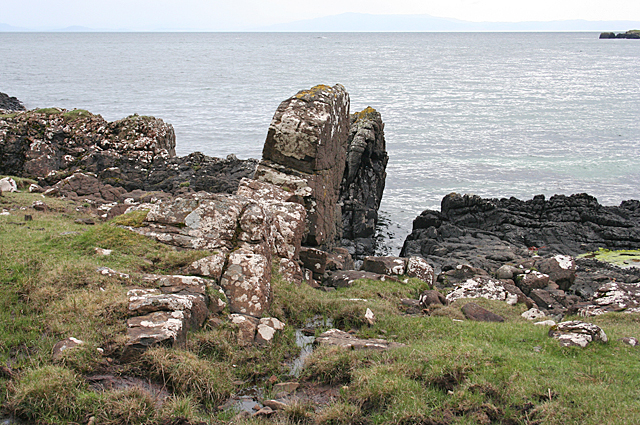
Ein Südsüdost-streichender Basaltgang durchschlägt Lagerganglagen bei Na Gurrabain an der Südostküste (südöstlich von Galmisdale)

Ein dünner basaltischer Lagergang ist an der Schichtgrenze zwischen den Oberkreidekalken und den diskordanten paläozänen Laven eingedrungen. Verstreute dünne (etwa 1 Meter starke), leicht einfallende basaltische Lagergänge intrudieren die Laven im Westen bei Bidein Boidheach. Bedeutender sind jedoch die mafischen Kildonnan-Schichtintrusionen. Diese sind gewöhnlich unter einem Meter mächtig und übersteigen nur selten 2 Meter. Sie haben dünne abgeschreckte, tachylitische Ränder (engl. selvages). Anzutreffen sind sie in der Nähe von Poll nam Partain und in den Kliffs östlich und nordöstlich von Kildonnan. Sie bilden ferner die Riffe von Garbh Speir am Eingang zum Hafen von Eigg. Am North Pier werden sie von einem Pechsteingang durchsetzt und bei Na Gurrabain intrudieren dünne Lagerganglagen einen Nordnordwest-streichenden Basaltgang.
Die Lagergänge sind generell aphyrisch und enthalten prismatischen Augit, zonierten Plagioklas, reichlich opake Oxide, Apatit und braune, entglaste Flecken. Die tachylitischen Ränder enthalten Mikrophänokristalle von Plagioklas. In Blasenräumen treten Chlorit, Tonminerale und Kalzit auf. Laut Harker handelt es sich um basaltische Andesite, jedoch Allwright (1980) konnte ihre basaltische bis basaltische Hawaiitnatur darlegen.

#### Felsische Intrusiva
Auf Eigg intrudierten mehrere felsische Gänge und Stöcke sowohl die paläozänen Laven als auch die mesozoischen Sedimente. Bei Sròn Laimhrige steht ein auf 400 Meter ausgelängter Stock aus Quarzporphyr an. Der Stock bildet einen nach Norden weisenden Abhang und intrudiert Schichten der Kilmaluag-Formation und die untersten Basaltflüsse der Eigg-Lava-Formation. Bei Rubh an Tangaird durchsetzen zwei unregelmäßige Pechsteingänge die Basaltlaven. Ein weiteres Beispiel findet sich an der Westküste 150 Meter südlich von Rubha na Fhasaidh – hier werden die Basaltlaven von einem Nordnordwest-streichenden Pechstein durchschlagen. Abschließend sei noch einmal der Grulin-Felsit  bei Grulin Iochdracht erwähnt – eine recht dunkle, felsische Schichtintrusion, die Basaltflüsse südlich des An Sgùrrs intrudierte.

## Petrologie

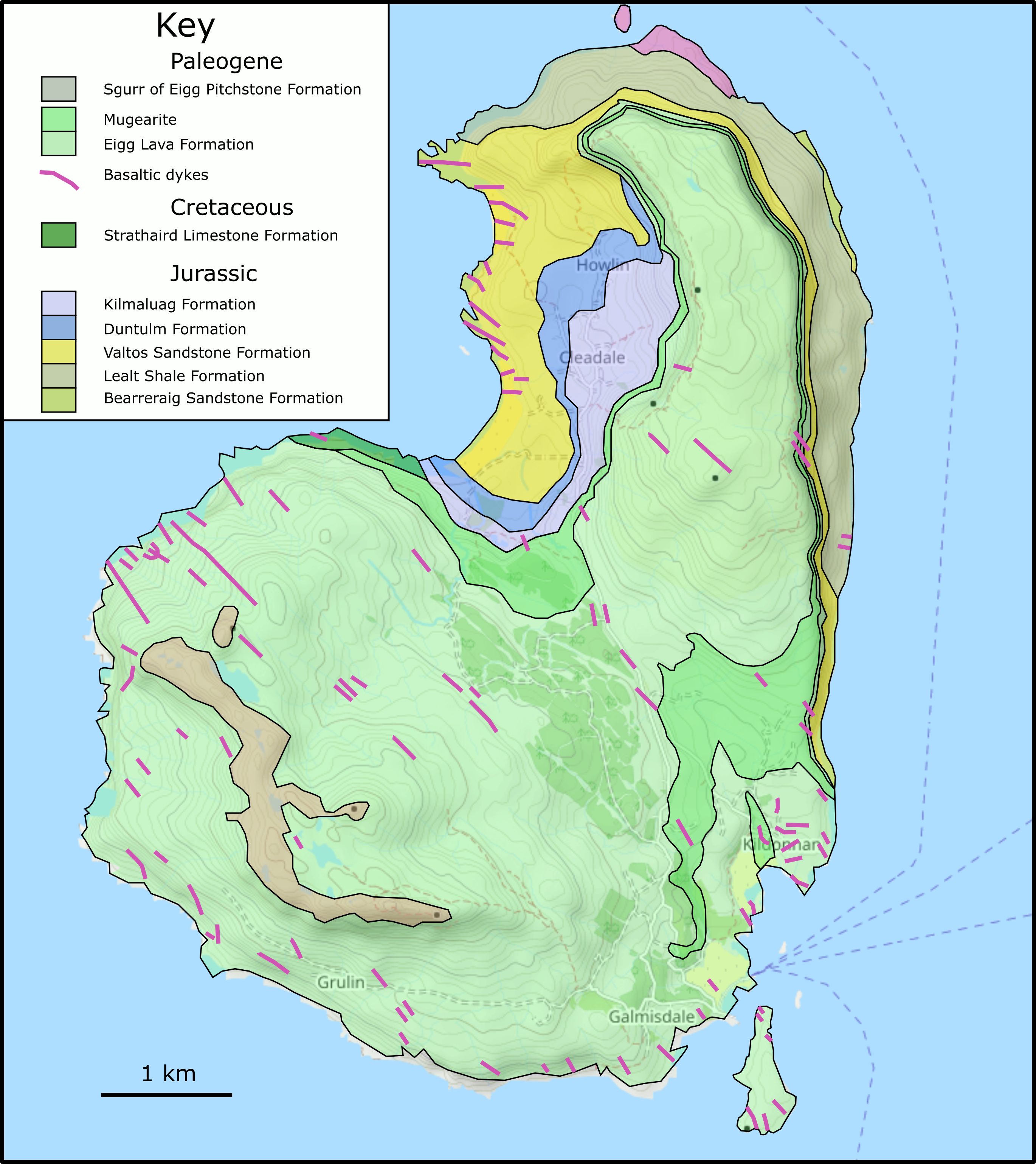
Geologische Karte von Eigg. Die Eigg-Lava-Formation und die Mugearite sind in hellen Grüntönen dargestellt.

Bei der Eigg-Lava-Formation handelt es sich um typisch paläozäne Basaltlaven, die petrologisch als Olivin-führende, basaltische Laven eingestuft werden. Es sind dies in der Regel Alkaliolivinbasalte, es können aber auch weiter differenzierte Glieder wie basaltische Hawaiite, Hawaiite und Mugearite auftreten. Die Alkaliolivinbasalte enthalten Phänokristalle aus Olivin, die in einer Grundmasse aus Labradorit, Klinopyroxen und Titanomagnetit eingebettet sind. 
Zwei Mugearitströme etwa 50 Meter oberhalb der Basis (in der Basal Group) sind im Norden und Osten von Eigg zu beobachten. Beide zusammen sind bis zu 12 Kilometer lang. Ihre durchschnittliche Dicke von 8 bis 12 Meter deutet auf eine hohe Ausflussrate dieser bereits relativ zähen Magmentypen hin. Markante basaltische Hawaiitströme mit Feldspäten als Phänokristallen finden sich im Hangenden. Insgesamt sind die basaltischen Gesteine von grauer bis schwarzer Farbe, welche rostbraun verwittern. Die Hawaiite und Mugearite sind sehr feinkörnige, differenzierte Gesteine und hellgrau gefärbt.
Einige der Lavaflüsse zeigen Fließbänderung, die normalerweise sehr regelmäßig und planar ausgebildet ist. In einigen Fällen werden jedoch Kontorsionen beobachtet, welche auf Turbulenzen während des Ausfließens hindeuten. Die Fließbänderung manifestiert sich in Korngrößenunterschieden und wird von einer deutlichen, parallelen Ausrichtung der Feldspäte begleitet. Gelegentlich können auch ausgelängte Vakuolen und Hohlräume eine Fließstruktur festlegen. Ausgefüllt werden die Hohlräume von Zeolithen, Kalzit und oft auch chloritischem Material.
Säulige Absonderung tritt nur in der Basal Group auf.
Eingekeilt zwischen die Laven sind dünne, jedoch massive, rote bis orange, eisenreiche Ton- und Siltsteine, die teilweise pyroklastischen Ursprungs sind. Da diese Zwischenlagen wesentlich leichter erodierbar sind als die Laven, entstehen trappartige Geländestufen. Im Liegenden der Formation treten auch eingeschaltete, relativ feine Sedimentlagen auf, welche den Kornbereich nicht übersteigen. Fluviatile Sedimente sind selten, jedoch erscheint ein dünnes, und nicht weit aushaltendes, geröllführendes Konglomerat im Südosten der Insel auf der Brandungsplattform der einstigen Anlegestelle.
Insgesamt gesehen sind in der Lavenabfolge keine systematischen Entwicklungstrends zu erkennen. Mugearite tauchen bereits im Liegenden der Abfolge auf. Ein gewisser Hinweis auf höher entwickelte Magmen erscheint erst wieder mit dem Mugearit im Hangenden der Abfolge, welcher von mehreren feldspathaltigen, basaltischen Hawaiit- und Hawaiitflüssen begleitet wird.

### Alkaliolivinbasalte
Die Alkaliolivinbasalte sind oft vollkommen aphyrisch ausgebildet. Es lassen sich aber gewöhnlich folgende Einsprenglinge (Phänokristalle) erkennen: Olivin, Plagioklas (meist Labradorit oder Andesin), Klinopyroxen und gelegentlich auch Spinell. Phänokristalle von Olivin bewegen sich meist im Korngrößenbereich von 1 bis 3 Millimeter. Ophitische bis subophitische, purpurbraune Augite schließen Labradoritleisten ein. Titanomagnetit wird von seltenen Ilmenitnadeln begleitet.
Die Alkaliolivinbasalte sind allesamt an Kieselsäure untersättigt. Ihr SiO2-Gehalt schwankt zwischen 45,0 und 49,5 Gewichtsprozent. Die Gesteine sind somit mafisch. Alkaliolivinbasalte machen 82 % der Lavaflüsse aus, wobei davon die Basalte mit Olivinphänokristallen allein 48 % stellen. Basalte mit Olivin und Plagioklas nehmen 12 % in Anspruch, mit Plagioklas allein 7 % und aphyrische Basalte 5 %. Die restlichen 28 % werden von anderen petrologischen Typen repräsentiert, wie beispielsweise Basalte mit Plagioklas und Klinopyroxen, mit Plagioklas, Olivin und Klinopyroxen, mit Plagioklas, Olivin, Klinopyroxen und Spinell, mit Olivin und Spinell sowie mit Olivin und Klinopyroxen.

### Hawaiite
Die Hawaiite sind in ihrem Erscheinungsbild sehr ähnlich, jedoch insgesamt aphyrischer. Ihr Plagioklas besteht aus Andesin. Im Vergleich zu den Alkaliolivinbasalten und den Mugeariten sind die untersättigten Hawaiite in ihrer geochemischen Zusammensetzung wesentlich variabler – mit einem SiO2-Gehalt von 46,0 bis 53,5 Gewichtsprozent. Die Hawaiite können somit ins intermediäre Feld hineinreichen. Sie beanspruchen nur 6 % der Lavaflüsse. Ein feldspatführender basaltischer Hawaiit 150 Meter nordwestlich von Guailainn na Sgurra enthält Orthopyroxen, das von Augit ummantelt wird.

### Mugearite
Die Mugearite sind feinkörnige, vorwiegend aphyrische Gesteine und können zusätzlich Orthopyroxen enthalten. Ihre Plagioklasleisten sind in der Regel Oligoklas oder Andesin. Die Leisten schwimmen in einer Grundmasse aus Alkalifeldspat, braunem Biotit, reichhaltigen, opaken Oxidkörnern, Klinopyroxen und Apatit. Im Gegensatz zu sämtlichen anderen Basaltgesteinen, die alle untersättigt sind und in ihrer CIPW-Norm keine Quarzkomponente (q) enthalten, können Mugearite übersättigt sein. Sie enthalten dann kein normatives Olivin mehr. Ihr SiO2-Gehalt schwankt zwischen 53,6 und 54,4 Gewichtsprozent. Die Mugearite sind bereits intermediär. Sie beanspruchen 12 % der Lavaflüsse.

### Gänge
Die Mehrheit der Basaltgänge sind aphyrisch oder enthalten nur wenig Phänokristalle von Feldspat und Olivin. Die Olivine können bis 4 Millimeter lang werden und tiefbraunen Chromspinell einschließen. Sie ähneln den weniger entwickelten Gängen auf Rùm, sind aber im Gegensatz nicht pikritisch. Unmittelbar westlich von Laig Gorge intrudiert ein feldspathaltiger Basaltgang einen Basaltfluss. Er enthält bis zu 1 Zentimeter große Phänokristalle von Labradorit und große Olivine mit Inklusionen von Chromspinell. Zusammenballungen von Feldspat, Klinopyroxen und Olivin in diesem Gestein ähneln magmatischen Kumulaten. Weitere Beispiele sind ein unregelmäßiger Doleritgang bei Uamh Fhraing (Massakerhöhle) sowie Basaltgänge am Gulainn na Sgurra, am An Sgùrr und am Grulin-Felsit. Der Doleritgang streicht Nordnordwest und ist auf 400 Meter mit einem dünnen, aphyrischen Basaltgang vergesellschaftet. Die Zentralzone des Dolerits enthält recht große, tafelförmige Phänokristalle von Plagioklas, die zwischen 5 × 1 und 10 × 1,5 Zentimeter messen können. Der Basaltgang an der Südwestseite der Gulainn na Sgurra-Intrusion enthält Feldspat-Phänokristalle und stellt womöglich eine Fortsetzung des Doleritganges dar. Der Grulin-Felsit wird von einem blasenreichen, aphyrischen Basaltgang intrudiert, dessen Blasen mit Analcim und Thompsonit verfüllt sind. Der Gang westlich des Gipfels vom An Sgùrr ist zusammengesetzter Natur aus Pechstein, Basalt und Felsit. Der feinkörnige Basalt enthält zahlreiche Ovivin-Pseudomorphosen und der netzadrige Felsit geht im Pechstein auf.
Die Basaltgänge gehören geochemisch dem Übergangstypus an – mit den typischen Normmineralen Olivin und Hypersthen. Die Quarzkomponente q ist nicht vorhanden und nur wenige haben Nephelin ne als Normmineral. Die am höchsten fraktionierten Glieder sind Hawaiite. Im Unterschied zu den Laven sind ihre Multielementprofile gegenüber dem Verhältnis Gestein/Chondrit normalisiert. Dies suggeriert eine deutliche Kontamination durch granulitfazielle archaische Krustengesteine bzw. durch deren partielle Schmelzen. Es ist daher zu vermuten, dass die Laven und die Mehrheit der Basaltgänge unterschiedlichen magmatischen Ereignissen zuzuordnen sind.

## Geochemie

### Hauptelemente
Angeführt sind die Hauptelementoxide (in Gewichtsprozent) für Alkaliolivinbasalte, Hawaiit und Mugearit sowie die intrusiven Äquivalente von Alkaliolivinbasalt, basaltischer Hawaiit und Hawaiit (die Analysen beruhen auf E. A. Allwright):
| Oxid Gew. % | Alkaliolivinbasalt E 7493 mit Olivin | Alkaliolivinbasalt E 7487 mit Olivin | Alkaliolivinbasalt EA 17 mit Plagioklas und Olivin | Intrusiver Alkaliolivinbasalt L 7418 | Intrusiver basaltischer Hawaiit E 7615 | Intrusiver Hawaiit E 7446 | Hawaiit EA 38 | Mugearit E 7471 |
| ----------- | ------------------------------------ | ------------------------------------ | -------------------------------------------------- | ------------------------------------ | -------------------------------------- | ------------------------- | ------------- | --------------- |
| SiO2        | 45,02                                | 47,24                                | 49,54                                              | 48,02                                | 46,43                                  | 49,97                     | 49,57         | 53,63           |
| TiO2        | 1,71                                 | 1,51                                 | 1,33                                               | 2,03                                 | 2,84                                   | 2,41                      | 1,87          | 2,40            |
| Al2O3       | 14,72                                | 14,31                                | 16,37                                              | 14,65                                | 14,88                                  | 13,63                     | 14,91         | 14,33           |
| Fe2O3       | 1,49                                 | 1,51                                 | 1,58                                               | 1,54                                 | 1,50                                   | 1,98                      | 2,01          | 2,02            |
| FeO         | 13,04                                | 10,37                                | 9,80                                               | 11,07                                | 13,97                                  | 10,59                     | 10,65         | 9,35            |
| MnO         | 0,23                                 | 0,19                                 | 0,16                                               | 0,24                                 | 0,27                                   | 0,18                      | 0,19          | 0,23            |
| MgO         | 10,96                                | 11,08                                | 7,74                                               | 7,76                                 | 7,95                                   | 8,25                      | 7,89          | 4,13            |
| CaO         | 10,32                                | 9,92                                 | 10,12                                              | 10,85                                | 8,69                                   | 8,77                      | 8,09          | 5,74            |
| Na2O        | 2,16                                 | 3,45                                 | 2,81                                               | 2,73                                 | 2,64                                   | 3,34                      | 3,35          | 4,17            |
| K2O         | 0,20                                 | 0,38                                 | 0,74                                               | 0,95                                 | 0,52                                   | 0,67                      | 1,09          | 2,69            |
| P2O5        | 0,15                                 | 0,16                                 | 0,20                                               | 0,16                                 | 0,30                                   | 0,21                      | 0,38          | 1,32            |
| Al/K+Na     | 3,91                                 | 2,35                                 | 3,02                                               | 2,65                                 | 3,03                                   | 2,19                      | 2,23          | 1,47            |
| Al/K+Na+Ca  | 0,65                                 | 0,59                                 | 0,69                                               | 0,58                                 | 0,72                                   | 0,61                      | 0,70          | 0,71            |

Sämtliche Gesteine sind metaluminos mit Al/K+Na+Ca < 1 und Al/K+Na > 1 und liegen im Grenzbereich zwischen alkalischen und subalkalischen Gesteinen. Alle Proben bis auf den Mugearit sind an Kieselsäure untersättigt. Generell lässt sich eine Zunahme des SiO2-Gehalts von Alkaliolivinbasalt nach Mugearit feststellen. Auch die Alkalien Na2O und K2O sowie P2O5 und Fe2O3 nehmen regelmäßig zu. Eine umgekehrte drastisch Abnahme manifestieren jedoch CaO und MgO sowie etwas weniger ausgeprägt FeO. TiO2 wächst erst in den differenzierten Laven an und ist in den Intrusiva erhöht.

### CIPW-Norm
Normativ enthalten die Alkaliolivinbasalte keine Quarzkomponente q. Normatives Nephelin ne kann fehlen, dafür erscheint sodann Hypersthen hy (mit bis zu 11,4 Gewichtsprozent). Normatives Olivin ol ist reichhaltig vorhanden (14,6 bis zu 29,4 Gewichtsprozent). Beherrschend ist die Anorthitkomponente an, die bis 33,8 Gewichtsprozent erreichen kann. Ihr folgt normativer Albit ab mit bis zu 26,5 Gewichtsprozent. Normativer Diopsid di kann bis zu 28,9 Gewichtsprozent ausmachen. Die anderen Normminerale wie Orthoklas or, Apatit ap, Ilmenit il und Magnetit mt bewegen sich alle nur im einstelligen Bereich.
Bei den Hawaiiten fehlt q und meistens auch ne, das von hy vertreten wird. Hypersthen kann bis zu 16,3 Gewichtsprozent ausmachen, Olivin ol bis 23,5 Gewichtsprozent. Dominierend ist die Albitkomponente mit 30,9 Gewichtsprozent, die Anorthitkomponente erreicht 24,3 Gewichtsprozent. Die Orthoklaskomponente kann auf 12,1 Gewichtsprozent anwachsen.
Die Mugearite können mit bis zu 2,0 Gewichtsprozent quarznormativ sein. Sie enthalten keinerlei Nephelin ne mehr. Dafür erlangt Hypersthen hy bis zu 19,2 Gewichtsprozent. Normativer Olivin kann noch mit 2,0 Gewichtsprozent zugegen sein. Dominierend ist erneut die Albitkomponente mit bis zu 36,1 Gewichtsprozent, die Anorthitkomponente ist mit bis zu 13,2 Gewichtsprozent bereits recht niedrig. Die Orthoklaskomponente wächst hingegen bis auf 19,4 Gewichtsprozent an.

### Spurenelemente
Bei den Spurenelementen zeigen Barium, Chrom und Nickel recht hohe Werte. Beim Barium erreichen die Alkaliolivinbasalte 2886 ppm, die Hawaiite 877 ppm und die Mugearite 2213 ppm. Chrom registriert bei den Alkaliolivinbasalten mit 1497 ppm, bei den Hawaiiten noch mit 363 ppm und bei den Mugeariten jedoch nur noch mit 9 ppm. Vergleichbar ist Nickel mit 856 ppm in den Basalten, jedoch nur 150 ppm in den Hawaiiten und 21 ppm in den Mugeariten. Vergleichsweise hoch sind auch Strontium (990 ppm respektive 506 ppm und 715 ppm) und Zirconium (314 ppm respektive 281 ppm und 355 ppm). Auch Zink ist relativ angereichert (128 ppm respektive 199 ppm und 144 ppm).

## Tektonik

### Verwerfungen
Ganz Eigg wird von Verwerfungen betroffen, jedoch kann ihre Streichrichtung und ihr Versatz nicht immer eindeutig bestimmt werden. Dies liegt oft am seitlichen Ausweichen der Lavaströme. Die Mehrzahl der Verwerfungen streicht in Richtung Südost, bei einem Höhenversatz in Richtung Nordosten von rund 10 Meter. Dieses Verwerfungsmuster bewirkt eine Wiederholung der Lavaflüsse auf Osthängen. Ein Beispiel hierfür liefert der basale Markierungshorizont der Brutach Dearg Group, der sogar dreimal wiederholt wird.

## Alter
Auf Muck konnte für die Eigg-Lava-Formation ein vulkaniklastischer Sandstein im Liegenden der Abfolge mittels der Argon-Argon-Methode auf 60,65 ± 0,07 Millionen Jahre datiert werden. Dieses Alter ist vergleichbar mit dem Alter der unteren Laven auf Mull (Mull Lava Field), es wird daher angenommen, dass außerdem eine Verbindung zum weiter südwärts gelegenen Lavafeld auf Mull bestand.

## Zusammenschau
In den Inneren Hebriden als Teil der British Paleogene Igneous Province (BPIP) besteht Krustendehnung seit dem Ende des Paläozoikums. Dies führte zur Bildung von Sedimentbecken, die dicke Abfolgen von hauptsächlich mesozoischen Sedimenten aufnahmen. Die einzelnen Becken werden durch Rücken präkambrischer Gesteine voneinander getrennt. Als kaledonische Struktur berührt die Moine Thrust nahezu den Ostrand von Eigg.
Während des Paläozoikums bewirkte die Gegenwart regional verdünnter Krustenabschnitte über dem Mantelplume des Nordatlantiks ein trockenes Dekompressionsschmelzen der unterlagernden Asthenosphäre – was eine voluminöse Erzeugung basaltischer Magmen zur Folge hatte. Die sich fortsetzenden Dehnungen schufen günstige Bedingungen, so dass Magma in Dehnungsrisse als dichte, Nordwest bis Nordnordwest-streichende Gangschwärme injiziert werden und darüber hinaus als extensive Lagergänge unterhalb der mesozoischen Sedimente Platz nehmen konnte. Das basaltische Magma der Eigg-Lava-Formation hat schließlich in Spalteneruptionen die Landoberfläche erreicht. Es entstanden ausgedehnte Lavafelder, die vorzugsweise direkt über den vorangegangenen Sedimentbecken lagen. Subsidenz und Krustenverdünnung dauerten bis mindestens zum Ende des Paläozäns an.